# إلياس المقدسي العربي
إلياس المقدسي أو إليا القدسي أو إلياس العربي (توفي عام 518) كان أسقفًا وبطريركًا للقدس [الإنجليزية] من عام 494 حتى عزله الإمبراطور البيزنطي أناستاسيوس الأول عام 516 لدعمه مراسيم مجمع خلقيدونية. كان إلياس عربي العِرق، وتلقى تعليمه في دير في مصر. في مجمع صيدا (512) دافع بنجاح، مع فلافيان الثاني الأنطاكي [الإنجليزية]، عن العقيدة المسيحية الديوفيزية التي أعلنها مجمع خلقيدونية.

## طالع أيضًا
- البطريرك أوفيميوس القسطنطيني [الإنجليزية]
- البطريرك تيموثاوس الأول بطريرك القسطنطينية [الإنجليزية]